# Tatort: Was ist das für eine Welt
Was ist das für eine Welt ist ein Fernsehfilm aus der Krimireihe Tatort. Der vom ORF produzierte Beitrag ist die 1226. Tatort-Episode und wurde am 26. Februar 2023 im SRF, im ORF und im Ersten ausgestrahlt. Es ist der 54. Fall des österreichischen Ermittlers Moritz Eisner und der 30. gemeinsame Fall des Ermittlerteams Eisner/Fellner. Auf Flimmit wurde der Film am 19. Februar 2023 veröffentlicht.

## Handlung
Marlon Unger wird abends vor seiner Wohnung überfallen und erstochen. Die Mitglieder von Ungers Fahrradgruppe, mit denen er direkt vor dem Mord unterwegs war, berichten, dass kurz zuvor jemand versucht hatte, Unger mit einem grünen BMW umzufahren. Ungers Mutter, der Moritz Eisner und Bibi Fellner die Todesnachricht überbringen, leidet an einer durch eine Erbkrankheit hervorgerufenen Demenz. Das letzte Telefonat, das Unger geführt hatte, galt ihrem ehemaligen Pfleger Kajetan Krajnc, der ihre Betreuung wegen ihrer Aggressivität aufgegeben hatte und sich trotz Ungers Drängens nicht umentscheiden wollte. Als Täter kommen weder die Mutter noch der Pfleger infrage.
Bei den Ermittlungen von Eisner, Fellner und ihrer Assistentin Meret Schande verändert sich das ursprünglich positive Bild des Überfliegers der IT-Firma PSV Solutions schnell ins Gegenteil: Unger erweist sich als gnadenloser Karrierist, der sowohl seine Kollegen ausnutzte als auch rücksichtslos gegenüber den Angestellten der von ihm rationalisierten Firmen vorging. Damit gerät zunächst Wolfgang Feistinger, der Vater von Ungers Freundin Anna, unter Verdacht. Durch die Rationalisierung, die Unger in seiner Firma durchgeführt hatte, hatte er seinen Arbeitsplatz verloren. Feistinger wurde jedoch zur Mordzeit von einer Polizeistreife wegen einer Autofahrt unter Alkoholeinfluss angehalten und hat damit ein Alibi.
Dann ergeben die Ermittlungen aber, dass Marlon Ungers Kollege, Arnold Cistota, für die Tatzeit kein Alibi hat: Er hatte vorgeben, zur Tatzeit zu einem Kunden geflogen zu sein, sein Handy aber beim Umstieg am Zürich Flughafen vergessen zu haben. Die Besprechung mit dem Kunden fand per Videokonferenz statt, angeblich wegen einer plötzlich aufgetretenen Erkältung. Auf der Audiospur der aufgezeichneten Konferenz sind allerdings österreichische Polizeisirenen zu hören, wodurch das Alibi wegfällt.
Die Ermittler erkennen nun, dass Arnold Cistota seinen Kollegen und Konkurrenten Marlon Unger umgebracht hat. Als Cistota merkt, dass sein Alibi aufgeflogen ist, tötet er zunächst seine Ehefrau. Mit seiner kleinen Tochter, die aufgewacht war, als er sie ebenfalls mit einem Kissen ersticken wollte, fährt er zum Haus seiner Schwiegereltern. Deshalb können Eisner und Fellner ihn nicht an seiner Adresse finden und fahren zu seinem Vorgesetzten aus Angst, dieser könne das nächste Opfer sein, da dieser nicht auf Telefonanrufe reagiert. In Wirklichkeit hört er die Anrufe nicht, da er zu lauter Wagner-Musik kocht.
Die Kriminalassistentin Meret Schande hat die Halter des grünen BMWs ausfindig gemacht, nämlich Arnold Cistotas Schwiegereltern. Sie fährt zu deren Haus und entdeckt dort tatsächlich das Auto. Cistota tritt ihr mit einem Gewehr entgegen. Sie erschießt ihn, als er ihrer Aufforderung, die Waffe niederzulegen, nicht nachkommt.
Der Film endet mit dem Ende ihres Gespräches über ihren Einsatz bei einem Polizeipsychologen, von dem immer wieder Ausschnitte eingeblendet worden waren.

## Hintergrund
Der Film wurde vom 14. März 2022 bis zum 11. April 2022 in Wien und Niederösterreich gedreht.

## Rezeption

### Kritiken
„Dieser Tatort lebt, wie viele Folgen aus Wien, von Charme und Wärme der Ermittler Eisner und Fellner […]. Auch Christina Scherrer als Meret Schande spielt ihre diesmal so tragende Rolle überzeugend, kann aber trotzdem nicht darüber hinwegtäuschen, dass die Geschichte an sich nur so mitteloriginell ist.“

„Jede Szene eine Bombe! Dieser »Tatort« funktioniert weniger als konventionelles Täterrätsel, sondern vielmehr als kabinettstückchenartige Arbeitsweltbesichtigung. Dabei laufen die Momentaufnahmen aus dem Alltag der Karrieristen immer wieder zu einem übertrieben selbstbewussten Imagefilm der Solutionmanager zusammen. Wiener Sarkasmus der schönsten Art.“

### Einschaltquoten
Die Erstausstrahlung von Was ist das für eine Welt am 26. Februar 2023 wurde in Deutschland von 8,96 Millionen Zuschauern gesehen und erreichte einen Marktanteil von 28,8 % für Das Erste.